# Carlo Bay
Carlo Bay (Buenos Aires, 28 ottobre 1901 – Rosario, 1959) è stato un calciatore italiano, di ruolo attaccante.

## Biografia
È noto anche come Bay II, per distinguerlo dal fratello Primo Bay che era chiamato anche Bay I. A fine carriera lavora nelle Ferrovie Padane, prima di tornare in Argentina insieme ai suoi fratelli.

## Carriera
Mezzala mancina, esordisce nel campionato di Prima Categoria 1919-1920, nelle file dell'Alessandria, con cui disputa complessivamente 6 gare in due stagioni. A fine stagione passa al Piacenza, dove militano diversi ex giocatori dell'Alessandria: in maglia biancorossa colleziona 10 presenze e tre reti, nel campionato di Prima Categoria 1921-1922, facente capo alla FIGC. Con il Piacenza gioca anche gli spareggi di ammissione alla neonata Prima Divisione, in seguito al Compromesso Colombo, nei quali disputa due partite con un gol, nella partita persa per 4-1 in casa contro il Livorno. Insieme al compagno di squadra Ettore Gandi cura la formazione dei boys piacentini, con cui vince il campionato emiliano di categoria.
L'anno successivo si trasferisce alla SPAL, allenata da Armand Halmos, e qui Bay disputa la sua miglior stagione, con 13 reti nel campionato concluso dagli estensi al terzo posto. Rimane a Ferrara anche nel campionato 1923-1924 (12 presenze e 3 reti), e fino al 1925 come riserva. Dopo una stagione in Terza Divisione con il Seregno, torna in campo con la SPAL disputando 3 partite nel campionato di Prima Divisione 1926-1927 (nel frattempo declassato al secondo livello del calcio italiano).
Prosegue ancora nel Seregno, nella stagione 1927-1928, nella Nicese, nell'Half Milano e nella Torres con cui ottiene la promozione in Prima Divisione come allenatore-giocatore. Chiude nel Novara, nel campionato di Serie B 1931-1932.